# Fabriano
Fabriano – miasto i gmina we Włoszech, w regionie Marche, w prowincji Ankona. Według danych na styczeń 2010 gminę zamieszkiwało 31 798 osób przy gęstości zaludnienia 117,9 os./1 km².
W miejscowości znajduje się główna siedziba firmy Indesit.
Znajduje się tu Muzeum Papieru i Znaków Wodnych. W miejscowości znajduje się również stacja kolejowa Fabriano.
Urodził się tu dyplomata papieski abp Giuseppe Mazzoli.